# Turkiets Grand Prix
Turkiets Grand Prix var en deltävling i Formel 1-VM, som kördes på Istanbul Park i Istanbul i Turkiet. Tävlingen arrangerades första gången den 21 augusti 2005 och hölls därefter varje år fram till och med säsongen 2011, för att sedan försvinna till 2012. Turkiets Grand Prix gjorde en återkomst till F1-kalendern i Formel 1-VM 2020, vilket blev det första loppet i landet och på Istanbul Park på nio år.

## Vinnare
| År   | Bana          | Förare           | Konstruktör      |
| ---- | ------------- | ---------------- | ---------------- |
| 2005 | Istanbul Park | Kimi Räikkönen   | McLaren-Mercedes |
| 2006 | Istanbul Park | Felipe Massa     | Ferrari          |
| 2007 | Istanbul Park | Felipe Massa     | Ferrari          |
| 2008 | Istanbul Park | Felipe Massa     | Ferrari          |
| 2009 | Istanbul Park | Jenson Button    | Brawn-Mercedes   |
| 2010 | Istanbul Park | Lewis Hamilton   | McLaren-Mercedes |
| 2011 | Istanbul Park | Sebastian Vettel | Red Bull-Renault |
| 2020 | Istanbul Park | Lewis Hamilton   | Mercedes         |
| 2021 | Istanbul Park | Valtteri Bottas  | Mercedes         |